# کلاته نو (گناباد)
کلاته نو روستایی در دهستان حومه بخش مرکزی شهرستان گناباد استان خراسان رضوی ایران است.

## جمعیت
بر پایه سرشماری عمومی نفوس و مسکن در سال ۱۳۹۵ جمعیت این روستا ۶۸ نفر (۱۹خانوار) بوده‌است.